# العيايشة
قرية العيايشة هي إحدى القرى التابعة لمركز قوص في محافظة قنا في جمهورية مصر العربية. حسب إحصاءات سنة 2006، بلغ إجمالي السكان في العيايشة 11516 نسمة، منهم 5721 رجل و5795 امرأة.